# Yuki Hashimoto
Yuki Hashimoto (橋本 裕貴 Hashimoto Yuki?), född 20 oktober 1994 i Kanagawa prefektur, är en japansk fotbollsspelare.
Hashimoto började sin karriär 2017 i Fukushima United FC. 2018 flyttade han till ReinMeer Aomori.